# Panula tetragona
Panula tetragona är en fjärilsart som beskrevs av Walker 1865. Panula tetragona ingår i släktet Panula och familjen nattflyn. Inga underarter finns listade i Catalogue of Life.